# Живаго, Вера Семёновна
Вера Семёновна Живаго (13 декабря 1918 — 13 декабря 2012, Волгоград) — советская артистка оперетты, народная артистка РСФСР.

## Биография
Вера Семёновна Живаго родилась 13 декабря 1918 года. В 1939 году окончила Ростовское театральное училище, в котором её педагогами были знаменитые Вера Марецкая, Николай Мордвинов, Ростислав Плятт, Юрий Завадский. Дело в том, что труппа Завадского работала в то время в Ростове-на-Дону.
В 1939—1959 годах играла в Ростовском театре музыкальной комедии, где начинала солисткой-вокалисткой. Во время Великой Отечественной войны театр выступал в эвакуации в Сочи и Пензе.
В 1959 году вместе с мужем Юрием Генриховичем Гениным переехала в Сталинградский театр музыкальной комедии, где он стал главным режиссёром. В 1959—1986 годах была актрисой Волгоградского театра музыкальной комедии. За годы работы в театре сыграла более ста ролей как в классической оперетте, так и в советских музыкальных комедиях.
В 1986 году ушла на пенсию. Умерла 13 декабря 2012 года. Похоронена на Димитриевском кладбище Волгограда.

## Семья
- Муж — Юрий Генрихович Генин (1917—2008), актёр, народный артист РСФСР.
  - Дочь — Татьяна Юрьевна Генина.

## Награды и премии
- Заслуженная артистка РСФСР (10.12.1963)[2].
- Народная артистка РСФСР (1982).

## Работы в театре

### Ростовский театр музыкальной комедии
- «Свадьба в Малиновке» Бориса Александрова — Яринка
- «Сильва» И. Кальмана — Стаси
- «Мистер Икс» И. Кальмана — Мари
- «Давным-давно» Александра Гладкова — Шура Азарова

### Волгоградкий театр музыкальной комедии
- «Продавец птиц» Карла Целлера — Христина
- «Цыганский барон» Иоганна Штрауса (сына) — Мирабелла
- «Ночи в Венеции» — Циболетта
- «Венская кровь» Р. Штрауса — Пепина
- «Прекрасная Елена» — Порция
- «Моя прекрасная леди» — Элиза Дулиттл
- «Поют сталинградцы» — Маргарита
- «Севастопольский вальс» К. Листова — Любаша
- «Сталинград-42» — Катя
- «Проделки Ханумы»,  — Ханума
- «Сладкая ягода» — Анфиса
- «Бабий бунт» — Семёновна
- «Два дня весны» — Маргарита Львовна
- «Роз-Мари» Р. Фримля и Г. Стотхарта — Этель
- «Сильва» — Княгиня Юлиана
- «Фиалка Монмартра» И. Кальмана — Мадам Арно